# Femina (album)
| Recensione | Giudizio |
| ---------- | -------- |
| Newsic     | 7,75/10  |
| Rockit     | Positivo |

Femina è il secondo album in studio della cantautrice italiana Ginevra, pubblicato il 24 gennaio 2025.

## Descrizione
Il progetto discografico si compone di otto tracce, scritte dalla stessa Ginevra con la collaborazione di autori e produttori, tra cui Domenico Finizio, Francesco e Marco Fugazza, in arte Suorcristona, Iulian Dmitrenco, Giovanni Imparato, in arte Colombre.

## Promozione

### Singoli
Il 15 novembre 2024 è stato pubblicato My Baby! come primo singolo estratto dall'album.
Il secondo singolo estratto dall'album, Cupido, è stato pubblicato il 13 dicembre 2024.
Il 17 gennaio 2025 è stato reso disponibile 30 anni, come terzo singolo estratto dall'album.
Il 18 aprile 2025 è uscito il singolo Spacco tutto in collaborazione con Meg, inserito nella riedizione digitale dell'album.

## Tracce
1. My Baby! – 2:57 (testo: Ginevra Lubrano, Domenico Finizio – musica: Ginevra Lubrano, Francesco Fugazza, Lorenzo Pisoni)
2. Ragazza di fiume – 4:31 (testo: Ginevra Lubrano, Alberto Bianco – musica: Ginevra Lubrano, Domenico Finizio, Francesco Fugazza)
3. Cupido – 3:09 (testo: Ginevra Lubrano – musica: Iulian Dmitrenco)
4. Femina – 4:06 (Ginevra Lubrano)
5. Cosa voglio casa vuoi – 3:10 (testo: Ginevra Lubrano – musica: Domenico Finizio)
6. 30 anni – 3:44 (testo: Ginevra Lubrano, Martino Consigli – musica: Ginevra Lubrano, Francesco Fugazza)
7. Verità (feat. Colombre) – 2:45 (testo: Ginevra Lubrano – musica: Giovanni Imparato, Francesco Fugazza)
8. La fonte – 4:02 (testo: Ginevra Lubrano – musica: Andrea Guarinoni, Francesco Fugazza)

Traccia bonus nella riedizione streaming
1. Spacco tutto (feat. Meg) – 3:34 (testo: Ginevra Lubrano, Alda Nebiu, Maria Di Donna – musica: Ginevra Lubrano, Francesco Fugazza)